# Nunciatura apostólica na Bósnia e Herzegovina

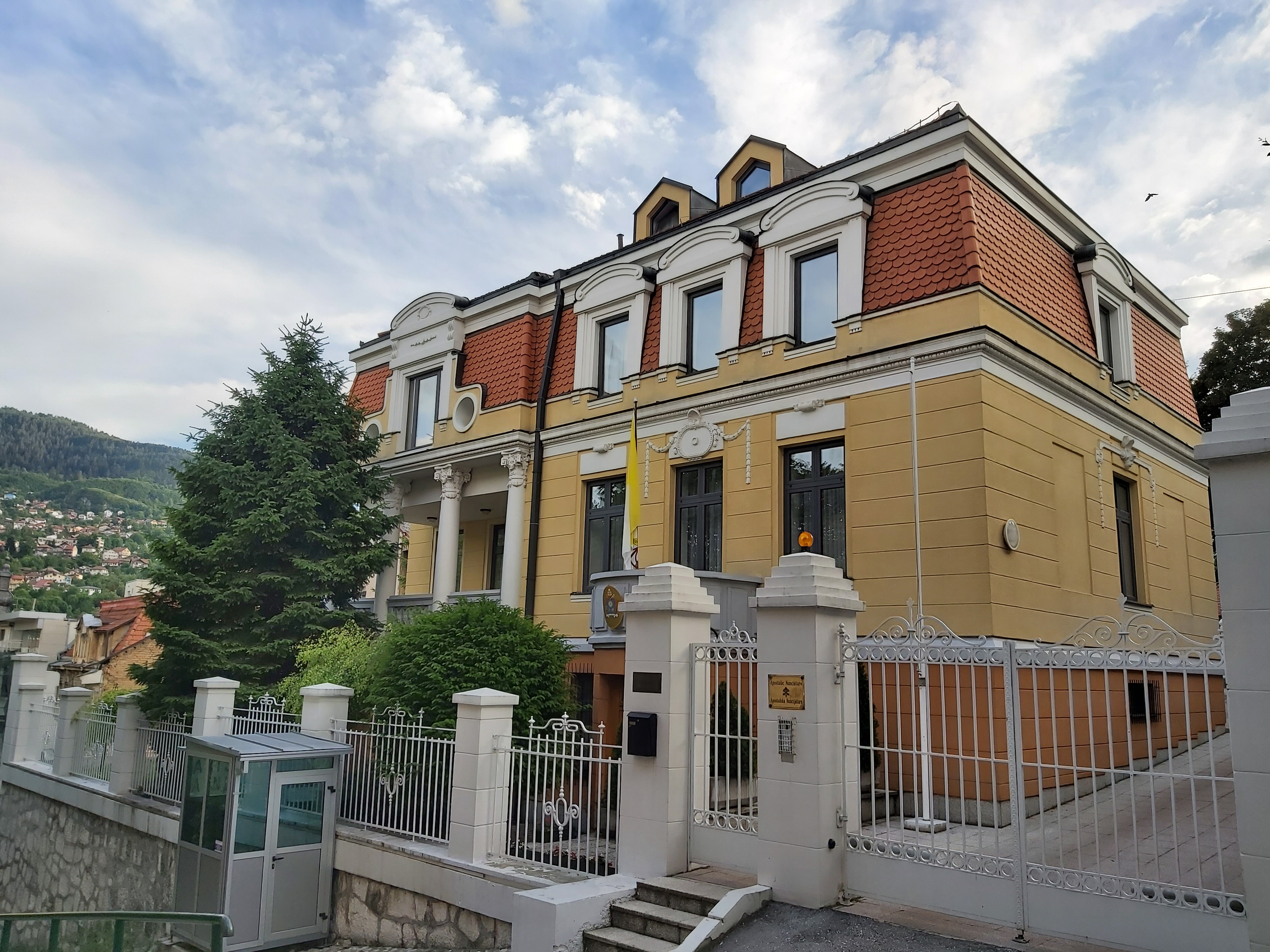
Nunciatura apostólica na Bósnia e Herzegovina

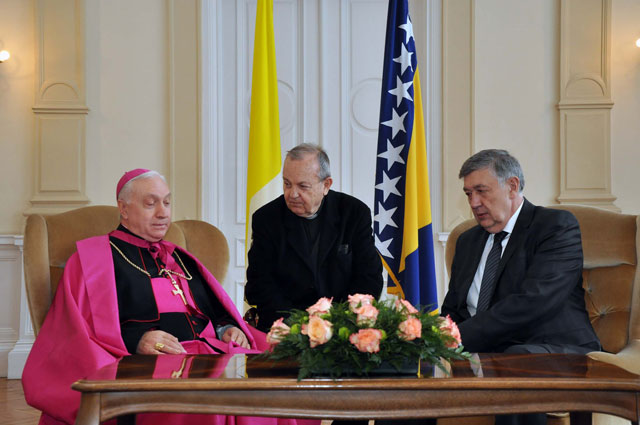
Encontro do núncio apostólico Luigi Pezzuto e o Secretário da Presidência da Bósnia e Herzegovina Nebojša Radmanović

A nunciatura apostólica na Bósnia and e Herzegovina é um cargo eclesiástico da Igreja Católica Romana e posto diplomático da Santa Sé na Bósnia e Herzegovina. O seu representante é o núncio apostólico na Bósnia e Herzegovina, com o título de embaixador. O ofício da nunciatura está em Sarajevo desde 1993. O atual núncio apostólico para a Bósnia e Herzegovina é S. Ex.ª Rev. Luigi Pezzuto, nomeado pelo Papa Bento XVI em 17 de novembro de 2012.

## Lista de Núncios Apostólicos na Bósnia e Herzegovina
| Núncio | Núncio                  | Datas                                         |
| ------ | ----------------------- | --------------------------------------------- |
|        | Francesco Monterisi     | 11 de junho de 1993 - 7 de março de 1998      |
|        | Giuseppe Leanza         | 29 de abril de 1999 - 22 de fevereiro de 2003 |
|        | Santos Abril y Castelló | 9 de abril de 2003 - 21 de novembro de 2005   |
|        | Alessandro D’Errico     | 21 de novembro de 2005 - 21 de maio de 2012   |
|        | Luigi Pezzuto           | 17 de novembro de 2012 - atual                |